# La mort arriba suaument
La mort arriba suaument (originalment en alemany, Sanft schläft der Tod) és una pel·lícula thriller psicològic alemanya del 2016. Es va estrenar el 5 d'octubre de 2016 al Festival de Cinema de Múnic, mentre que la primera emissió a televisió va ser el 7 d'octubre de 2017 a Das Erste. El 20 de gener de 2021 es va estrenar el doblatge en català a TV3.
El repartiment compta amb Georg Arms, Matthias Brandt, Fabian Busch, Rike Eckermann, Sascha Gluth, Helene Grass, Christina Große, Marleen Lohse, Sophie Pfennigstorf, Luisa Römer, Bernhard Schütz, Christian Sonnberger, Oskar von Schönfels, Hannes Wegener, Luise Wolfram i Manfred Zapatka.
Quan es va emetre per primera vegada a Ersten, va ser vista per 6,09 milions d'espectadors en horari de màxima audiència i va aconseguir, així, una quota de pantalla del 20,8%.

## Sinopsi
Herbert Winter, antic col·laborador de la Stasi, viu actualment del subsidi d'atur a la població de Binz, a l'illa alemanya de Rügen. Quan descobreix que els seus nets, la Leila i en Finn, els han segrestat mentre eren a bord d'un iot que els seus pares havien llogat estant de vacances a l'illa, se'n recorda d'un cas semblant que hi va haver poc abans de la caiguda del mur de Berlín, pensa en un possible assassí en sèrie i s'ofereix a donar un cop de mà a la policia per investigar el cas. Frank Mendt, el pare dels nens, és fill del senyor Winter, però no en vol saber res des de fa anys. Trobar-se'l ara de nou, i en aquestes circumstàncies, farà remoure moltes consciències. I, mentrestant, el temps corre i els nens no apareixen.